# Baie Seymour
La baie Seymour (en anglais : Seymour Inlet) est un bras de mer (ou fjord) qui découpe la côte continentale de la Colombie-Britannique au Canada, au nord du détroit de la Reine-Charlotte et de l'île de Vancouver.
Daniel Pender, le capitaine du fameux bateau à vapeur Beaver, a donné le nom de « Seymour » à ce bras de mer en 1865, en hommage à Frederick Seymour, Gouverneur de la colonie de Colombie-Britannique de 1864 à 1869.

## Géographie
La baie s'étend sur 75 kilomètres entre son extrémité à l'intérieur des terres, où se jette le fleuve Seymour (Seymour River), et son confluent avec la baie Belize (Belize Inlet) qui lui est parallèle sur sa plus grande partie. L'ensemble constitué des baies Seymour et Belize est dénommé scientifiquement en anglais Seymour-Belize Inlet Complex (SBIC).
L'embouchure commune des baies Seymour et Belize se situe à Nakwakto Narrows, un passage de seulement 400 mètres de large, où se trouvent les chutes Nakwakto (Nakwakto Rapids) qui se jettent dans la baie Nugent (Nugent Sound). Cette baie abrite l'île Bramham qui est cernée par le Slingsby Channel (au nord-ouest) et le Schooner Channel (au sud-est).
Les rives de la baie Seymour sont elles-mêmes découpées par des fjords, le plus grand d'entre eux étant la baie Frederick (Frederick Sound) qui s'étend vers le sud.

## Histoire
Le territoire traditionnel de la tribu indienne Nakoaktok (qui fait partie des indiens Kwakwaka'wakw) est situé sur les rives de la baie Seymour.

## Recherches
Le SBIC est la cible d'un projet multidisciplinaire dont l'objectif est d'étudier les cycles et les tendances climatiques au cours de l'Holocène, notamment à travers l'analyse des foraminifères.